# Carl Habel (Politiker)
Carl Philipp Habel (* 6. August 1777 in Kirberg; † 25. Januar 1853 ebenda) war ein deutscher Grundbesitzer und Mitglied des Nassauischen Landtags.

## Leben
Carl Habel wurde als Sohn des Hofbeständers Carl Wilhelm Christian Habel (1742–1821) und dessen Ehefrau Henrietta Christina Hofmann (1740–1805) geboren. 
Er bewirtschaftete als Pächter ein Hofgut und erhielt am 18. März 1833 aus der Gruppe der Grundbesitzer des Wahlkreises Weilburg ein Mandat für die Zweite Kammer des Nassauischen Landtags. Er war Nachfolger des Johann Adam Allendörfer, der im Nassauischen Domänenstreit zu der Parlamentsmehrheit (15 von 22 Abgeordneten) gehörte, die aus Protest gegen den Pairsschub das Parlament boykottierten und ihr Mandat verloren.